# Anna Meares
Pour les articles homonymes, voir Meares.

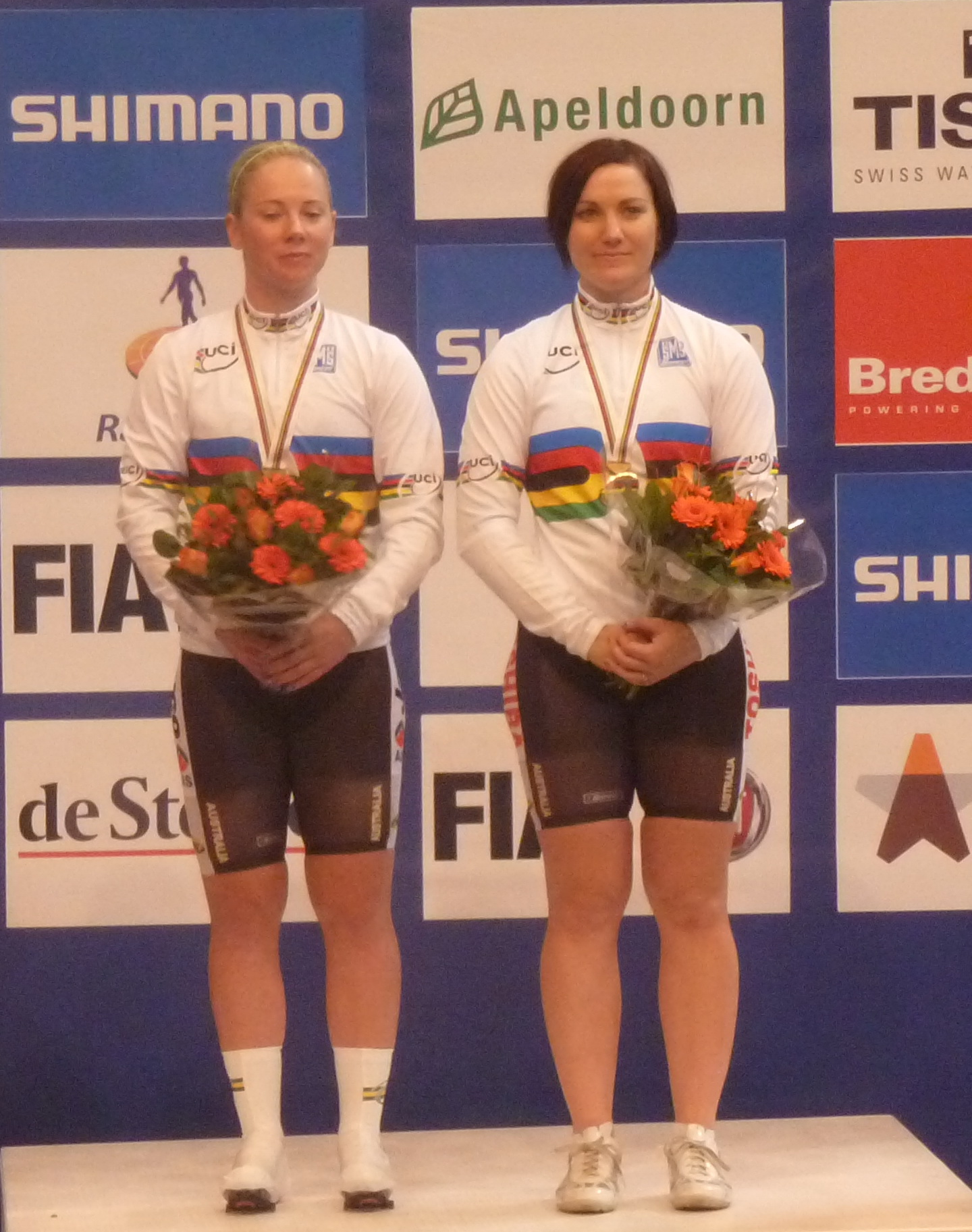
Kaarle McCulloch et Anna Meares (à droite) après leur titre de championne du monde de vitesse par équipes 2011

Anna Meares, née le 21 septembre 1983 à Blackwater, est une coureuse cycliste sur piste australienne. Elle compte à son palmarès deux titres de championne olympique pour un total de six médailles et un record de onze titres de championne du monde. Avec ses 27 médailles aux mondiaux (11 en or, 10 en argent et 6 en bronze), elle détient le record de médailles aux championnats du monde sur piste (hommes et femmes confondus).

## Biographie
Anna Meares commence le cyclisme en 1994, à l'âge de onze ans, imitant sa sœur Kerrie. Toutes deux ont été attirées vers ce sport par la victoire de Kathy Watt aux Jeux du Commonwealth cette année-là.
En 2001, Anna Meares devient championne du monde du 500 mètres  juniors (moins de 19 ans) sur piste et est élue coureuse cycliste sur piste australienne junior de l'année.
Aux Jeux du Commonwealth de 2002 à Manchester, elle manque de peu la médaille de bronze sur 500 mètres, épreuve disputée pour la première fois lors de cette compétition ; Kerrie remporte en revanche la médaille d'or.  Elle participe également pour la première fois aux mondiaux élites et se classe dixième du 500 mètres. C'est la seule fois de sa carrière qu'elle repart sans médaille des championnats du monde ou des Jeux olympiques. Dès l'année suivante, elle est vice-championne du monde du keirin.
2004 est l'année de la consécration. Outre une médaille d'argent en vitesse individuelle aux championnats du monde à Melbourne, elle acquiert le titre mondial sur 500 mètres. En août à Athènes, elle devient championne olympique de cette même discipline en battant en 33 secondes et 952 millièmes le record du monde établi deux ans auparavant par la chinoise Yonghua Jiang, qui venait de battre le record olympique. Elle obtient également la médaille de bronze de la vitesse individuelle.
En 2005 en 2006, Anna Meares doit abandonner le maillot arc-en-ciel sur 500 mètres à la Biélorusse Natalia Tsylinskaya. En novembre 2006, elle bat néanmoins son record du monde sur 500 mètres en 33 secondes et 944 millièmes à l'occasion de la manche de coupe du monde de Sydney. Elle est également médaillée d'or aux Jeux du Commonwealth de 2006 à Melbourne sur 500 mètres.
Aux championnats du monde de cyclisme sur piste 2007 à Palma de Majorque, elle reconquiert le titre sur le 500 mètres en battant à nouveau le record du monde en 33 secondes et 588 millièmes. En janvier 2008, elle chute lourdement lors de la Coupe du monde de piste à Los Angeles et se fracture une vertèbre au cou, de sorte que la suite de sa carrière est menacée. Mais seulement quelques mois plus tard, elle  remporte la médaille d'argent de lavitesse aux Jeux olympiques de 2008 à Pékin. Dans son autobiographie « The Anna Meares story », publiée en 2009, elle décrit comment elle s'est remise de son grave accident en 2008 et comment elle a retrouvé son ancien Cyclingnews.com: The Anna Meares story: When courage triumphs over disaster niveau.
En 2009, elle devient championne du monde de vitesse par équipes  avec Kaarle McCulloch. En 2010, elle devient poure la troisième  championne du monde du 500 mètres et conserve son titre en vitesse par équipes avec McCulloch, où les deux coureuses établissent un nouveau record du monde de 32,923 secondes. Cette année-là, elle réalise le triplé aux Jeux du Commonwealth sur le 500 mètres, vitesse individuelle et par équipes. En 2011, elle connait son apogée lors des mondiaux d'Apeldoorn, où elle décroche trois maillots arcs-en-ciel, en keirin, vitesse - le seul de sa carrière dans cette discipline - et vitesse par équipes. Elle fait l'impasse sur le 500 mètres pour la première fois de sa carrière.
Lors des mondiaux 2012 à domicile, elle remporte quatre médailles, dont deux titres sur le 500 mètres et le keirin. Lors des qualifications de la vitesse, elle bat le record du monde en réalisant 10 s 782. La même année, elle devient pour la deuxième fois championne olympique, en remportant la finale du tournoi de vitesse face à la favorite et locale Victoria Pendleton, la plus grande rivale de sa carrière. Lors de la deuxième manche de la Coupe du monde 2013-2014 à Aguascalientes, elle gagne le 500 mètres contre la montre, établissant un nouveau record du monde en 32,836 secondes. 
En février 2015, elle devient championne du monde de keirin, son onzième et dernier titre. En juin, elle fait partie des treize cyclistes élus à la Commission des Athlètes au sein de l'UCI.
En juillet 2016, elle est nommée porte-drapeau de l'Australie pour la cérémonie d'ouverture des Jeux olympiques de Rio de Janeiro. Meares est après Dunc Gray (en 1936), la deuxième cycliste de son pays à être choisi comme porte-drapeau. Elle décroche la médaille de bronze sur le keirin. Elle devient la seule athlète de son pays à avoir remporté des médailles individuelles lors de quatre Jeux olympiques consécutifs.
En octobre 2016, elle annonce sa retraite. Quelques semaines plus tard, le vélodrome Anna Meares qui porte son nom est inauguré à Chandler, une banlieue de Brisbane, sur un tracé duquel elle boucle les premiers tours.

## Après carrière
En novembre 2022, le comité olympique australien nomme Anna Meares chef de mission de l'équipe d'Australie pour les Jeux olympiques de Paris 2024.

## Vie privée
La sœur d'Anna Meares est la cycliste sur piste Kerrie Meares. En février 2020, Anna Meares a donné naissance à une fille. Elle a eu un deuxième enfant par la suite. Le père de ses enfants est l'entraîneur national sur piste néo-Zélandais Nick Flyger, également ancien  entraineur des pistards australiens.

## Palmarès

### Jeux olympiques
| Édition / Épreuve | 500 mètres | Keirin | Vitesse individuelle | Vitesse par équipes            |
| Athènes 2004      | Or         | Bronze |                      |                                |
| Pékin 2008        |            |        | Argent               |                                |
| Londres 2012      |            | 5e     | Or                   | Bronze (avec Kaarle McCulloch) |
| Rio 2016          |            | Bronze | 10e                  | 4e                             |

### Championnats du monde
| Édition / Épreuve              | 500 mètres | Keirin   | Vitesse individuelle | Vitesse par équipes            |
| Trexlertown 2001 (juniors)     | Or         |          |                      |                                |
| Copenhague 2002                | 10e        |          |                      |                                |
| Stuttgart 2003                 | 9e         | Argent   | 10e                  |                                |
| Melbourne 2004                 | Or         |          | Argent               |                                |
| Los Angeles 2005               | Argent     | 7e       | Bronze               |                                |
| Bordeaux 2006                  | Argent     | 1er tour | 10e                  |                                |
| Palma de Majorque 2007         | Or         | Bronze   | Bronze               | Bronze (avec Kristine Bayley)  |
| Pruszkow 2009                  | Argent     | 5e       |                      | Or (avec Kaarle McCulloch)     |
| Ballerup 2010                  | Or         | 7e       | 4e                   | Or (avec Kaarle McCulloch)     |
| Apeldoorn 2011                 |            | Or       | Or                   | Or (avec Kaarle McCulloch)     |
| Melbourne 2012                 | Or         | Or       | Bronze               | Argent (avec Kaarle McCulloch) |
| Cali 2014                      | Argent     | Argent   | 7e                   |                                |
| Saint-Quentin-en-Yvelines 2015 | Argent     | Or       | 1/8e de finales      | Bronze (avec Kaarle McCulloch) |
| Londres 2016                   | -          | Argent   | 4e                   | 4e (avec Stephanie Morton)     |

### Coupe du monde
| - 2004 - 1re de la vitesse à Sydney - 2004-2005 - Classement général du keirin - 1re de la vitesse à Sydney - 1re du keirin à Sydney - 2e du keirin à Los Angeles - 2005-2006 - 1re de la vitesse à Sydney - 2006-2007 - 1re de la vitesse par équipes à Sydney (avec Kerrie Meares) - 1re du 500 mètres à Sydney - 1re de la vitesse à Los Angeles - 2e de la vitesse par équipes à Los Angeles - 3e de la vitesse à Manchester - 3e de la vitesse par équipes à Manchester - 2007-2008 - 1re du 500 mètres à Sydney - 2e de la vitesse à Sydney - 2008-2009 - 1re de la vitesse par équipes à Copenhague (avec Kaarle McCulloch) - 2009-2010 - Classement général du 500 mètres - 1re du 500 mètres à Manchester - 1re du 500 mètres à Melbourne - 3e du 500 mètres à Pékin - 1re de la vitesse par équipes à Manchester (avec Kaarle McCulloch) - 1re du keirin à Melbourne - 1re de la vitesse à Melbourne - 2e de la vitesse à Pékin - 3e du keirin à Manchester - 3e de la vitesse par équipes à Melbourne - 3e de la vitesse par équipes à Pékin | - 2010-2011 - Classement général du 500 mètres - 1re du 500 mètres à Melbourne - 1re de la vitesse à Melbourne - 1re de la vitesse à Manchester - 1re de la vitesse par équipes à Manchester (avec Kaarle McCulloch) - 2011-2012 - 1re de la vitesse par équipes à Astana (avec Kaarle McCulloch) - 2e de la vitesse à Astana - 2e de la vitesse à Londres - 2e de la vitesse par équipes à Londres - 2013-2014 - 1re du 500 mètres à Aguascalientes - 2e de la vitesse à Aguascalientes - 2014-2015 - 3e du keirin à Guadalajara - 2015-2016 - 2e de la vitesse par équipes à Cali - 2e du keirin à Cambridge |

### Jeux du Commonwealth
| Édition / Épreuve | 500 mètres | Vitesse individuelle | Vitesse par équipes        |
| Manchester 2002   |            | Bronze               |                            |
| Melbourne 2006    | Or         | Argent               |                            |
| New Delhi 2010    | Or         | Or                   | Or (avec Kaarle McCulloch) |
| Glasgow 2014      | Or         | Argent               |                            |

### Championnats d'Océanie
| Édition / Épreuve | 500 mètres | Keirin | Vitesse individuelle | Vitesse par équipes                         |
| 2003              | Or         | Or     | Bronze               | Or (avec Kerrie Meares et Alexandra Bright) |
| 2004-1            |            |        | Or                   |                                             |
| 2005              | Or         | Or     |                      |                                             |
| 2007              |            |        | Or                   |                                             |
| 2010              |            | Or     | Or                   |                                             |
| 2013              | Or         | Or     | Or                   |                                             |
| 2014              |            | Argent | Argent               |                                             |
| 2015              |            | Bronze |                      | Or (avec Kaarle McCulloch)                  |

### Championnats d'Australie
- Championne d'Australie du 500 mètres : 2003, 2004, 2005, 2007, 2009 et 2014
- Championne d'Australie du keirin : 2003, 2005, 2007, 2011, 2012 et 2016
- Championne d'Australie de vitesse : 2004, 2005, 2006, 2009, 2011, 2012, 2014, 2015 et 2016
- Championne d'Australie de vitesse par équipes : 2007 (avec Kerrie Meares), 2015 (avec Rikki Belder et Stephanie Morton) et 2016 (avec Stephanie Morton)

## Distinctions
- Athlète de l'année aux Australian Institute of Sport Awards  en 2007 et 2011
- Sir Hubert Opperman Trophy - cycliste australien de l'année en 2008 et 2012[9]
- Cycliste sur piste australienne de l'année en 2004, 2006, 2007, 2008, 2009, 2010, 2011[10]
- Australian Institute of Sport Awards « Best of the Best » en 2011